# شيريل لي رالف
شيريل لي رالف (بالإنجليزية: Sheryl Lee Ralph )‏ (و. 1956  م) هي ممثلة تلفزيونية، وممثلة مسرحية، وممثلة أفلام، ومغنية، وممثلة صوت أمريكية، ولدت في واتربوري، بدأت مشوارها المهني سنة 1977.

## التعليم
تعلمت في جامعة روتجرز.

## وصلات خارجية
- شيريل لي رالف على موقع IMDb (الإنجليزية)
- شيريل لي رالف على موقع ألو سيني (الفرنسية)
- شيريل لي رالف على موقع ميوزك برينز (الإنجليزية)
- شيريل لي رالف على موقع أول موفي (الإنجليزية)
- شيريل لي رالف على موقع قاعدة بيانات برودواي على الإنترنت (الإنجليزية)
- شيريل لي رالف على موقع قاعدة بيانات الأفلام السويدية (السويدية)
- شيريل لي رالف على موقع إن إن دي بي (الإنجليزية)
- شيريل لي رالف على موقع ديسكوغز (الإنجليزية)
- شيريل لي رالف على موقع قاعدة بيانات الفيلم (الإنجليزية)
- شيريل لي رالف على موقع كينوبويسك (الروسية)